# Grewia setacea
Grewia setacea är en malvaväxtart som beskrevs av Elmer Drew Merrill. Grewia setacea ingår i släktet Grewia och familjen malvaväxter. Inga underarter finns listade i Catalogue of Life.